# Alfabetizzazione digitale
Per alfabetizzazione digitale (in inglese digital literacy) si intende la capacità di utilizzo dei nuovi media, che dà la possibilità di partecipare in modo attivo ad una società sempre più digitalizzata. Un esempio spesso usato di alfabetizzazione digitale è la capacità di utilizzare i nuovi strumenti TIC per accedere all'informazione tramite i numerosi canali oggi disponibili, favorendo non solo la semplice acquisizione di abilità strumentali di navigazione in internet, ma anche la competenza digitale come conoscenza ed utilizzo dei contesti e degli ambienti istituzionali e non istituzionali, formali ed informali che il web propone.
Alfabetizzare al digitale diventa necessario anche per promuovere l'inserimento delle persone svantaggiate, come anziani, disoccupati, individui in stato di povertà e portatori di handicap, al fine di sviluppare competenze atte a colmare le disparità sociali.

## Storia
L'espressione "alfabetizzazione digitale" si è affermata negli ultimi trenta anni in concomitanza con la diffusione delle nuove tecnologie e dell'uso sempre più assiduo dei computer. Il primo ad usare il termine inglese digital literacy fu Glister, che nel 1997 definì tale concetto come un atto sostanzialmente cognitivo. Con questo termine infatti non si fa riferimento ad una semplice acquisizione di abilità tecniche, ma alla costruzione di abilità cognitive e culturali che devono permettere di utilizzare criticamente le fonti reperite e selezionare le informazioni tramite l'uso di Internet.
Il significato di alfabetizzazione digitale si è evoluto rapidamente in seguito agli sviluppi del web 2.0 e dei social software, affiancando alle competenze tecnico-informatiche necessarie ad accedere e utilizzare informazioni e servizi nella rete, anche quelle di interpretazione critica dei dati e di produzione collaborativa di conoscenza.
Data la complessità sempre crescente di cui si riveste il concetto di alfabetizzazione digitale, si tende sempre più, nella letteratura internazionale, a parlare di competenza digitale, pienamente in accordo con una visione metacognitiva e strategica delle attività legate agli ambienti digitali. Tornero ritiene che essa necessiti di competenze tecniche, intellettuali e legate alla cittadinanza responsabile. Buckingam ne sottolinea la dimensione culturale, economica e sociale. Midoro sposta l'attenzione sui processi partecipativi e di condivisione che la competenza digitale promuove nella nostra società della conoscenza.
La ricerca di modelli di concettualizzazione che offrissero punti di riferimento teorici significativi ha spinto il gruppo di ricerca dell'Università di Firenze coordinato dal professor Calvani ad elaborare un quadro di riferimento delle competenze digitali sottolineandone tre dimensioni fondamentali: quella tecnologica, quella cognitiva e quella etica. 
L'aspetto tecnologico comprende quelle abilità di base che fanno riferimento alla valutazione, conservazione, produzione, presentazione e scambio di informazioni e si avvalgono efficacemente di un atteggiamento flessibile, creativo ed esplorativo nell'utilizzo dei contesti tecnologici più opportuni alle specifiche situazioni.
L'aspetto cognitivo interviene nello sviluppo, nella gestione e nella pianificazione del percorso attraverso un'attenta analisi dei dati a disposizione da interpretare criticamente e selettivamente.
Infine l'aspetto etico legato allo sviluppo delle competenze digitali non può prescindere dalla responsabilità sociale, etica e legale implicita nell'uso corretto delle informazioni gestite nel web (Privacy, proprietà, netiquette).
Lo sviluppo delle piattaforme di comunicazione sociale, tuttavia, ha aperto nuovi scenari di apprendimento e di condivisione delle conoscenze, portando a definire un quarto aspetto della competenza digitale, ritenuto egualmente fondamentale: quello partecipativo-relazionale. Accanto alle competenze tecnologiche, cognitive ed etiche, quindi, si va affiancando anche la capacità di condividere informazioni, conoscenza e intenzionalità in Rete, di interagire positivamente con gli altri condividendo oltre che conoscenze formali anche emozioni (Daniel Goleman, 2006). La competenza partecipativa permette di collaborare attivamente e consapevolmente in una comunità di pratica on line, intorno ad un progetto concreto e a specifici artefatti digitali.
La capacità di valutare e selezionare le informazioni è divenuta così importante che molti autori la identificano con una nuova forma di alfabetizzazione: l’information literacy. L'alfabetismo informativo, infatti, consiste nel navigare il complesso spazio informativo adottando un adeguato comportamento nella ricerca e prevede un uso intelligente ed etico dell'informazione raccolta ( Webber & Johnston (PDF). URL consultato il 5 febbraio 2018 (archiviato dall'url originale il 4 ottobre 2012)., 2003). In breve significa possedere le capacità di individuare, valutare e fare un uso efficace dell'informazione richiesta ( American Library Association., 1989).

## Alfabetizzazione digitale e società
Il contesto socio-economico che caratterizza la società dei nostri giorni promuove un tipo di informazione volto ad utilizzare le nuove tecnologie (TIC), le quali consentono di utilizzare nuove forme di produzione e di editing, che stanno diventando sempre più parte integrante del  sistema lavorativo. URL consultato il 5 febbraio 2018 (archiviato dall'url originale il 14 novembre 2012)., economico, commerciale e dell'apprendimento.
La società del terzo millennio si basa su una  organizzazione socio-economica (PDF). che non può trascurare la conoscenza informatica e tecnologica, non può quindi prescindere dalla formazione e dalla preparazione della popolazione ad un linguaggio digitale in grado di decodificare il nuovo sistema organizzativo delle imprese commerciali, della nuova organizzazione informativa delle istituzioni e del nuovo modo di utilizzare il web anche per l'informazione e lo svago.
Questi ambienti diventano allora parte integrante della formazione umana. Per superare l'"ignoranza digitale" della società le diverse istituzioni presenti sul territorio nazionale ed europeo, hanno posto l'alfabetizzazione digitale come requisito indispensabile per il cittadino del futuro, sia come risorsa lavorativa, che come semplificazione dei processi informativi.
Il miglioramento dei settori d'impresa e commerciali, che hanno investito nelle nuove tecnologie, favorisce anche quello finanziario, tanto che da una ricerca americana, sottolinea come le TIC abbiano contribuito alla crescita del PIL.
L'alfabetizzazione digitale consente di accedere a nuove modalità lavorative, in quanto i vincoli legati alla disabilità, al sesso, all'età, al tempo ed allo spazio, vengono sempre più a cadere.
La SDA Bocconi, ha svolto una ricerca sul costo dell'ignoranza informatica in Italia, che ha evidenziato quanto l'alfabetizzazione è un'esigenza dell'Italia anche rispetto agli standards richiesti dalla Comunità europea, che vuole diventare la società dell'informazione più sviluppata a livello mondiale.
Questo richiede una formazione non più legata all'auto-apprendimento o all'aiuto di amici e parenti, soprattutto per la categoria giovanile, diventa fondamentale alfabetizzarsi e sviluppare competenze digitali non solo attraverso modalità informali, ma anche attraverso l'utilizzo di metodologie fyrirsögn ok Formáli sia di tipo istituzionali che di tipo economico lavorativo.
I giovani sono coloro che maggiormente devono essere coinvolti nella formazione e qualificazione tecnologica istituzionalizzata, in quanto pur essendo "nativi digitali" non hanno le competenze appropriate per districarsi ed ottimizzare le risorse di internet.
Nel settore dei lavoratori, l'alfabetizzazione è ancora troppo bassa, infatti in Europa solo il 29% della forza lavoro possiede una formazione di base informatica, in Italia la percentuale è ancora più bassa, se si considera che sono soprattutto i Paesi Scandinavi a possedere la più alta percentuale di formazione.
Infatti le aziende sono ancora restie ad investire le proprie risorse nella formazione, anche se sempre più spesso la mancanza di una appropriata competenza provoca costi nascosti in termini di produttività.

## Rapporto tra Alfabetizzazione digitale e apprendimento
L'alfabetizzazione digitale è ritenuta da molti studiosi importante tanto quanto la capacità di leggere e scrivere e per questo tutti gli studenti devono imparare a rapportarsi in maniera idonea all'uso dei media e delle tecnologie durante il processo di apprendimento. La rivoluzione digitale che attraversa il nostro paese infatti evidenzia che sempre più persone (studenti e non) non hanno conoscenze necessarie per utilizzare le tecnologie e perciò si rende necessaria una politica dell'alfabetizzazione sia per accrescere la produttività, in termini lavorativi, di tutti coloro che utilizzano il computer, sia per fornire una qualificazione che possa consentire a tutti di essere parte della società dell'informazione.
Le caratteristiche socio-economiche delle società tecnologicamente avanzate, lo stile cognitivo dei nativi digitali, il loro “brainframe” (Rivoltella 2008), il modo diverso di intendere la comunicazione, la conoscenza e la cultura, gli strumenti sociali del web 2.0 che "imbrigliano, raccolgono e traggono vantaggio dall'intelligenza collettiva ("to harness collective intelligence", O'Reilly) spingono i sistemi scolastici ad operare profonde modifiche strutturali e a ridefinire le pratiche didattiche ed educative consolidate.
Infatti le tecnologie dell'informazione hanno lentamente ed inesorabilmente cambiato il modo di gestire le informazioni e le conoscenze ma hanno anche modellato diversamente gli stili cognitivi e le strutture mentali degli individui coinvolti nel loro utilizzo stravolgendo i modi di apprendere e costruire conoscenza (Il medium è il messaggio McLuhan ,1967).
I processi conoscitivi, oggi, si arricchiscono e si potenziano con la crossmedialità, il multitasking, la partecipazione e la condivisione tra utenti e si orientano verso la costruzione di un sapere significativo (Novak, 2001), situato (Lave e Wenger, 2006), autentico (Jonassen, 2008) che aiuti a comprendere e gestire i contesti nei quali si opera servendosi di adeguate strategie di intervento.
Le tecnologie in generale, e gli strumenti del web 2.0 in particolare, possono contribuire a creare ambienti di apprendimento che integrano la didattica formale con le realtà informali vissute dai ragazzi nell'extrascuola aiutandoli ad aprirsi responsabilmente agli apprendimenti del futuro e a costruire una cittadinanza responsabile. Un uso consapevole e intenzionale delle tecnologie in ambienti che valorizzano i saperi naturali dello studente lo inducono ad assumere un ruolo più attivo e riflessivo nel processo di costruzione della conoscenza e di condivisione dei significati. La condivisione della conoscenza resa potenzialmente più disponibile dagli ambienti digitali ha però bisogno di un lavoro di "cura" e di scelta consapevole con ricadute non solo sui sistemi educativi, ma anche su quelli sociali e politici (Grotti 2011).

## Alfabetizzazione digitale e giovani
I giovani (in media tra i 16 e i 24 anni) vengono chiamati "nativi digitali" perché sono cresciuti con la tecnologia ed hanno come orizzonte il web, parte integrante della loro vita. La definizione"digital native" fu coniata per la prima volta nel 2001 dallo scrittore Marc Prensky negli Stati Uniti.
I giovani sono una fascia privilegiata per quanto riguarda l'uso dei nuovi media e dimostrano di essere gli utenti più competenti, ossia coloro che riescono a sfruttare maggiormente i vantaggi offerti dalla rete, facendone un uso vario e articolato. Oggi la base dell'informazione e del sapere non è più il libro stampato ma sono tutte le nuove tecnologie (iPod, smartphone, tablet) che ci consentono di interagire con gli altri, creare artefatti digitali e condividere progetti comuni. Tuttavia anche tra i giovani esistono delle rilevanti differenze. Gui e Argentin (2011) riportano i risultati di un test di competenza digitale su un campione causale di studenti liceali mostrando come esistano differenze importanti per il livello di istruzione della famiglia e che, in generale, i ragazzi sono competenti da un punto di vista operativo ma mostrano deficit sulla consapevolezza critica dell'uso della Rete.
Attraverso questi nuovi strumenti avviene un digitalizzazione del sapere che sta cambiando il modo di percepire il mondo che ci circonda, i rapporti interpersonali, i ragionamenti e le strutture del pensiero e i giovani ne sono un esempio evidente. Questa nuova generazione digitale ragiona in termini di comunità, ovvero all'interno di quella "network community" caratterizzata, non solo da specifici interessi, ma anche da peculiari codici espressivi e linguistici. È evidente, quindi, che la familiarità con i nuovi media ha cambiato il loro modo di apprendere, di conoscere e di comunicare.

## Alfabetizzazione e anziani
Gli anziani sono coloro che rischiano più di tutte le altre categorie di persone l'esclusione dalla società del digitale. Molte istituzioni si sono fatte promotrici di alfabetizzare al digitale anche la categoria della terza età.
Tra le metodologie ritenute più adatte all'alfabetizzazione degli anziani al digitale oltre all'e-learning, di cui molte università si occupano, quella del modello d'apprendimento intergenerazionale, che prevede una modalità di raccordo tra scuola, nativi digitali e centri di anziani, che interagiscono in contesti territoriali sia nazionali che esteri.
La società dei nostri giorni si esprime attraverso linguaggi antichi, come quelli lineari della letto-scrittura e attraverso linguaggi reticolari come quello multimediale e quello ipermediale.
Qualsiasi modo si voglia sperimentare per costruire conoscenza, ma anche per vivere secondo le regole della nuova società della tecnologia e del digitale, è necessario essere alfabetizzati al linguaggio da utilizzare. Per quella parte della società composta da persone anziane, l'alfabetizzazione digitale è molto bassa; secondo una ricerca ISTAT nell'anno 2012, usano il computer da principianti il 27% delle persone anziane comprese tra i 60 ed i 64 anni, il 12% quelle comprese tra i 65 ed i 74 anni, mentre solo il 3% di coloro che hanno superato i 75 anni, percentuali tra le più basse in Europa ed anche rispetto agli Stati Uniti.
Certamente non basta imparare ad usare il computer, per ritenersi alfabetizzati (Josè Manuel Pèrez Tornero 2003), ma vanno usati una serie di adattamenti mentali ed intellettuali che dovrebbero essere coltivati lungo tutto l'arco della vita, dall'infanzia alla senilità. (Life-long learning).
Il mondo della terza età, secondo le istituzioni stesse, deve essere posto nelle condizioni di poter usufruire fattivamente delle procedure di modernizzazione previste dall'e-government.
Diverse sono le iniziative che già da tempo si sono messe in opera per poter coinvolgere la terza età in un discorso di alfabetizzazione alle TIC e di uso competente della rete internet, non solo per poter usufruire delle grandi potenzialità del web 2.0, ma anche per incentivare l'utilizzo di documenti digitali e dei servizi amministrativi on-line, al fine di saper padroneggiare la conoscenza e la ricerca dei materiali adatti alle proprie necessità, come vivere l'informazione nel web, pagare bollette, evitando lunghe e stancanti file, snellire pratiche amministrative, comunicare via e-mail, e così via, soprattutto per coloro che hanno difficoltà di spostamento e mobilità.
Diversi sono i progetti che si annoverano tra le iniziative sia pubbliche, che private, che attuate dal Parlamento europeo alla sensibilizzazione ed all'uso delle TIC per gli anziani, basti consultare il Protocollo d'intesa che il Comune di Roma ha stipulato con il Ministro per l'Innovazione e la Tecnologia, che prevede la realizzazione di programmi educativi di alfabetizzazione tecnologica per l'intera popolazione.

## Alfabetizzazione e disabilità
La diversità di condizionei fisiche e psichiche, che fino a qualche anno addietro, distingueva la persona disabile da quella normodotata, oggi sta perdendo sempre più la sua valenza caratterizzante; infatti l'"inserimento mirato", introdotto dalla  legge 68/99., ha focalizzato l'attenzione sull'effettivo contributo che la persona disabile può apportare anche in ambito lavorativo, rispetto alle proprie capacità relazionali, più difficili da instaurare rispetto al resto della popolazione.
La Riforma ha offerto alla società un nuovo modo di vedere e percepire il mondo della disabilità, focalizzando l'attenzione non più sulla menomazione, ma piuttosto sulle capacità e le potenzialità dell'individuo. Perciò fondamentale diventa la formazione al digitale, al fine di offrire pari opportunità sia nel settore lavorativo che nel sistema formativo tradizionale, che utilizzi mediatori digitali quali le TIC.
Diffondere l'alfabetizzazione digitale, anche nel mondo delle persone diversamente abili rappresenta una importante opportunità non solo per coloro che vogliono essere al passo con le nuove tecnologie o per chi voglia migliorare la propria condizione lavorativa, ma anche per coloro che possono sfruttare il web 2.0 per conoscere, progettare, condividere, migliorare la propria condizione e "muoversi" più facilmente nella società.
Se si considera la possibilità di sfruttare l'alfabetizzazione digitale applicata come elemento facilitatore che diventa fattore ambientale della società del terzo millennio e non tecnologia speciale.
In questo caso sviluppare competenze digitali può favorire l'inserimento, ma soprattutto la partecipazione alla vita sociale e al sistema dell'istruzione e dell'amministrazione pubblica, come è dimostrato da ambienti digitali quali:
- e -learning, che prevede modalità di apprendimento che permettono di usare la tecnologia facilitando l'accesso alla risorse ed alla piattaforme on-line, svincolando l'utente dalla presenza fisica;
- e-health, un nuovo modo di vivere la sanità utilizzando supporti informatici;
-  e-government., il nuovo sistema digitalizzato delle amministrazioni.
Anche il legislatore ha voluto sottolineare, sia in Italia che in Europa, l'importanza di rendere accessibile l'uso delle TIC e del web 2.0 al mondo della disabilità:
-  art. 53 del CAD.(Codice dell'Amministrazione Digitale);
-  Legge 4/2004 (archiviato dall'url originale il 1º ottobre 2012)., detta Legge Stanca;
-  d.P.R. 75/2005 (archiviato dall'url originale il 1º ottobre 2012).
Fornire le competenze digitali appropriate è un dovere sentito dalla società odierna, che si attua attraverso la progettazione di percorsi rispondenti alle diverse categorie di utenza, infatti oggi la sensibilità dimostrata verso le categorie più deboli, rende il percorso dell'alfabetizzazione sempre più condiviso e socializzato, al fine di superare il divario tra coloro che sono preparati a vivere nella realtà di internet e coloro che invece faticano ancora ad entrare nel mondo del digitale.